# Issaka Souna
Issaka Souna (* 1954 in Niger; auch Issaka Sounna) ist ein nigrischer Jurist und Wahlexperte.
Issaka Souna war Präsident der Rechtsanwaltskammer Nigers. Von 7. November 1991 bis 27. März 1992 gehörte er als Justizminister der Regierung von Premierminister Amadou Cheiffou an. Bei den Parlamentswahlen in Niger 1999 amtierte er als Vorsitzender der unabhängigen nationalen Wahlkommission. Souna arbeitete für das Büro der Vereinten Nationen in Westafrika und das Entwicklungsprogramm der Vereinten Nationen bei der Unterstützung der Durchführung von Wahlen. Von August 2011 bis Dezember 2012 leitete er als Direktor die für Wahlen zuständige Abteilung der Operation der Vereinten Nationen in Côte d’Ivoire. Ferner koordinierte er Wahlbeobachter in Madagaskar und Justizreform-Programme der Europäischen Union in Niger. Als Wahlexperte war Souna auch für die Internationale Organisation der Frankophonie tätig. 2015 war er stellvertretender Leiter der Wahlbeobachtermission der Vereinten Nationen in Burundi. Souna ist verheiratet und hat vier Söhne und drei Töchter.